# Kultura s keramikou pražského typu

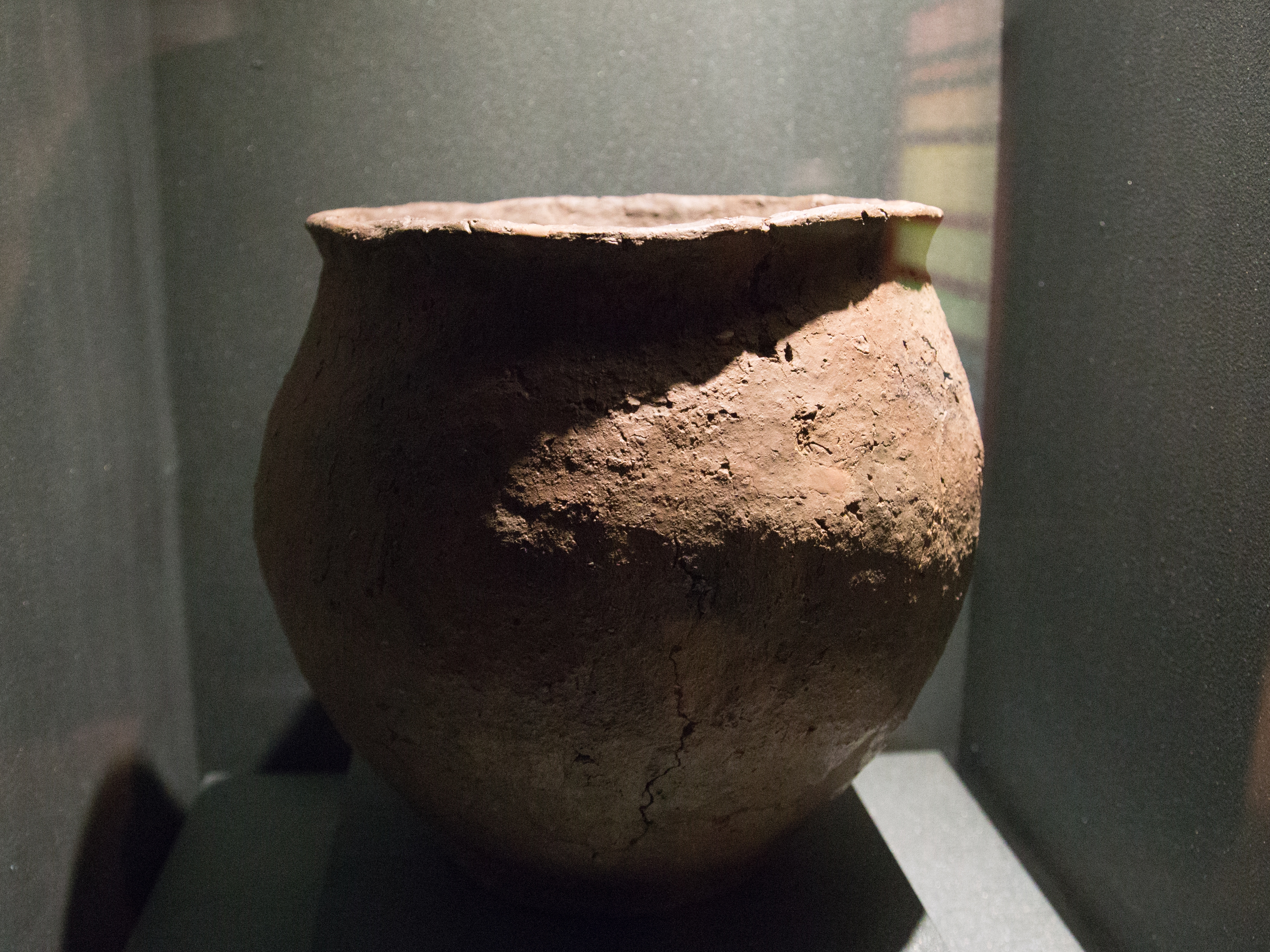
Nádoba pražského typu.

Kultura s keramikou pražského typu byla slovanská kultura existující od přelomu 5. a 6. století na území Česka, Slovenska, Polska a východního Německa. Její název pochází od archeologa Ivana Borkovského, který ji během 2. světové války rozpoznal především podle nalezišť v Praze. Příbuznou byla slovanská kultura Korčak na dnešní Ukrajině a v Bělorusku. Nositelé této kultury žili v malých vesnicích o šesti až deseti čtvercových obydlích s kamennou či hliněnou pecí v rohu. Obydlí byla částečně zahloubena, stěny podepřeny kůly a vypleteny proutím.Typické jsou skladovací jámy blíže či dále od domů. Hmotná kultura byla velice chudá, nádoby modelované v ruce a zdobené vrypy a vpichy, používaly se i jako popelnice k uložení popelů mrtvých. Osady se nacházely v nížinách vhodných pro zemědělství a půda byla obdělávána jednoduchým dřevěným rádlem. Brzké vyčerpání půdy vedlo k tomu, že se vesnice přesouvaly.
Mezi nejlépe prozkoumaná naleziště této kultury patří:
- Březno u Loun
- Roztoky u Prahy
- Přítluky u Břeclavi
- Výčapy-Opatovce u Nitry
- Dessau-Mosigkau